# ピラール要塞
ピラール要塞（ピラールようさい、英語: Fort Pilar）、スペイン語の正式名称で「レアル・フエルテ・デ・ヌエストラ・セニョーラ・デル・ピラール・デ・サラゴザ (Real Fuerte de Nuestra Señora del Pilar de Zaragoza)」（「サラゴサにある王立ピラールの聖母要塞」といった意）は、フィリピンのサンボアンガにかつて置かれていた、スペインの植民地政府が建設した17世紀の要塞。この要塞は、現在はフィリピン国立博物館の地方博物館のひとつ、サンボアンガにおける主要なランドマーク、文化遺産を象徴するものとなっている。
東側の壁の外側には、1960年9月18日の教皇の布告によりサンボアンの守護聖人とされたピラールの聖母に捧げられた、マリア聖堂が設けられている。

## 歴史

### スペイン植民地時代

#### 建設

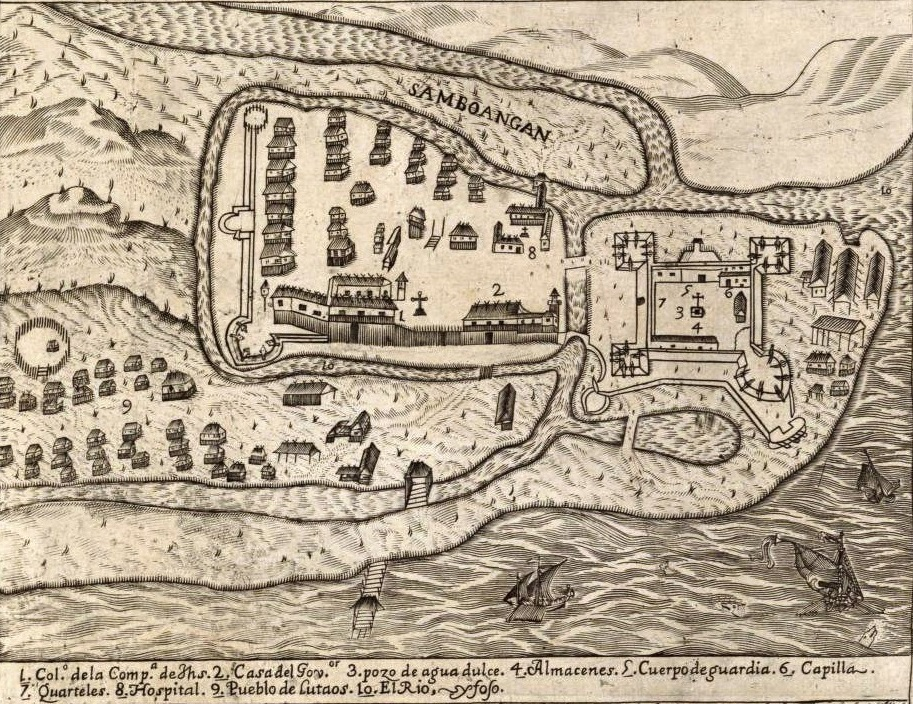
1734年のベラルデの地図『Carta Hydrographica y Chorographica de las Yslas Filipinas』に描き込まれたサンボアンガとピラール要塞。

1635年、イエズス会の宣教師たちやセブの司教フライ・ペドロ (Fray Pedro) の求めを受け、スペイン領フィリピン総督フアン・セレソ・デ・サラマンカ（1633年-1635年在任）は、海賊たちや、ミンダナオ島やホロ島のスルターンたち配下の襲撃への備えとして、石造の要塞の建設を承認した。当初は、「Real Fuerte de San José」（「王立聖ヨセフ要塞」の意、サン・ホセ要塞）と称されていたこの要塞の礎石は、イエズス会に所属した聖職者で技術者でもあったメルコール・デ・ベラ (Melchor de Vera) によって1635年6月23日に置かれ、これは同時に、サンボアンガの市への昇格を記念するものとなった。
この最初期の要塞の建設は、パナマの総督から転じたセバスティアン・フルタード・デ・コルケラ総督（1635年–1644年在任）の任期中にも続けられた。スペイン人、メキシコ人、ペルー人たちに加え、人手不足のためにカヴィテやセブ島、ボホール島、パナイ島などから集められた労働者たちが、要塞の建設に関わった。この当時は、ピジン言語としてのチャバカノ語が生まれたころであり、それはやがてサンボアンゲーニョ人が用いる成熟したクレオール言語へと発展していった。

#### 初期の襲撃
サン・ホセ要塞は、1646年にオランダ人たちによって攻撃され、後にスペイン勢はこの要塞を放棄して、1662年にマニラまで撤退し、海賊行為を展開してオランダ勢を打ち負かした中国人の鄭成功の支援に回った。海賊や襲撃者たちは要塞を破壊したが、1669年にはイエズス会の宣教師たちが、要塞を再建した。
1718年から1719年にかけて、要塞は、総督フェルナンド・マヌエル・デ・ブスティーリョ・ブスタマンテ・イ・ルエダの命を受け、スペイン人技術者フアン・シカーラ (Juan Sicarra) によって改築され、スペインの守護者としてのピラールの聖母を讃えてレアル・フエルテ・デ・ヌエストラ・セニョーラ・デル・ピラール・デ・サラゴザと改称された。翌年には、ブリグ王 (king of Bulig) ダラシ (Dalasi) が、3,000人のモロ人海賊たちとともに、要塞を攻撃したが、守備側はこの攻撃を跳ね返した。
1798年には、イギリス海軍が要塞を砲撃したが、要塞はこの攻撃を退けるだけの十分な堅牢性をもつことを証明した。ピラール要塞は、1872年には、70人の囚人たちが反乱を起こした現場となった。

#### 聖母の出現

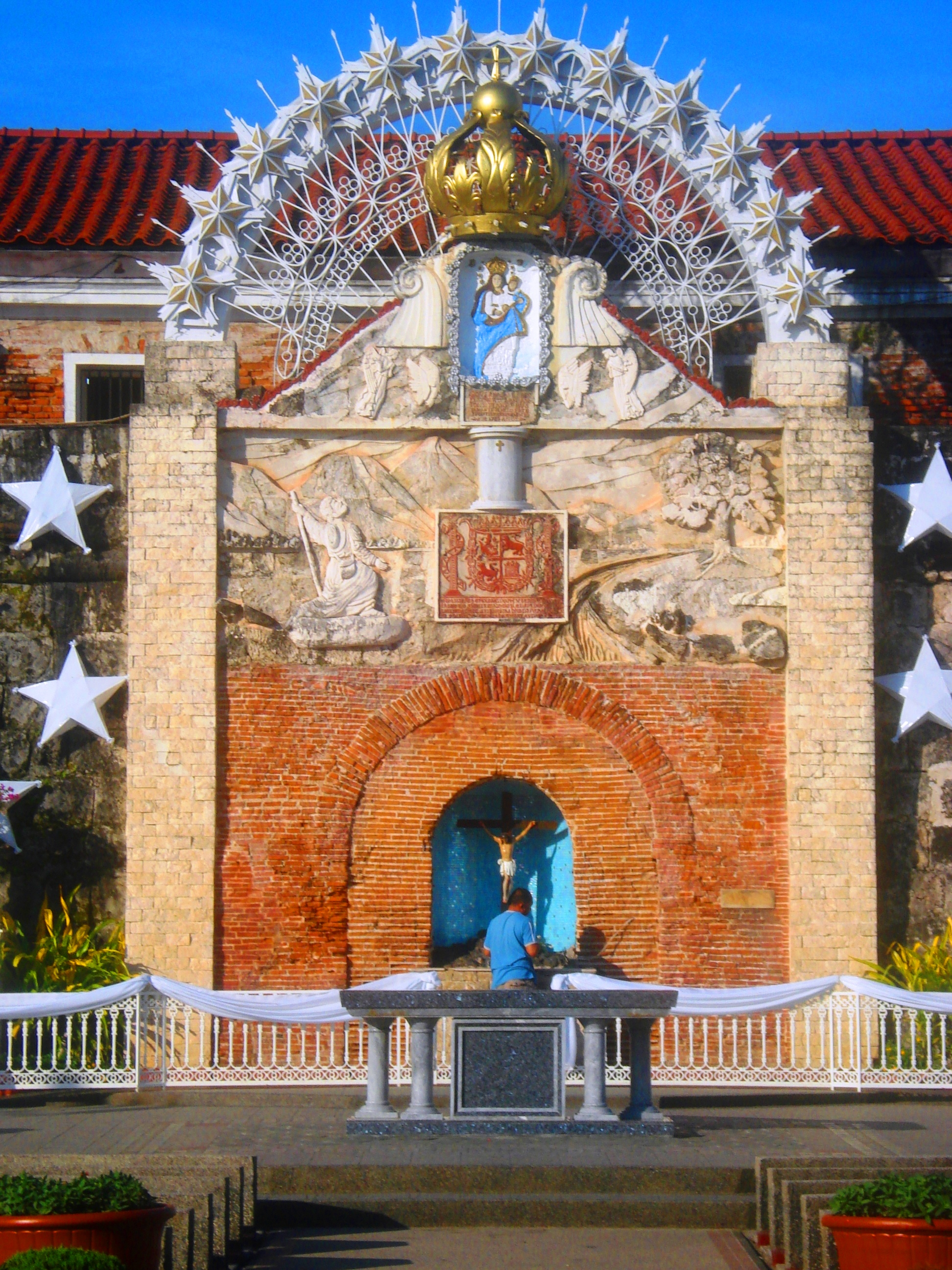
ピラールの聖母のレリーフ。

1734年にピラールの聖母のレリーフが要塞の東側の壁の上に設けられ、祭壇付きの屋外礼拝所になった。伝承によれば、1734年12月6日、市街地の門のところで、ある兵士のもとに聖母マリアが出現したという。その兵士は、彼女に止まれと命じたが、それが聖母であることに気づき、ひざまづいたという。
これと似た、しかし別個の説話は、アメリカ陸軍の大尉であったジョン・H・マギー (John H. McGee) も、ペティット・バラックス (Pettit Barracks) と称されていた当時のピラール要塞で兵士を訓練していたときに聞いた話を伝えるとして書き残している。このバージョンによると、オランダ船が要塞を包囲したとき、聖母マリアがスペイン人兵士のもとに現れ、「包囲された守備隊が持ちこたえたら、勝利すると確信させた」という。その後、この出来事を記念して礼拝施設が設けられた。ここで語られたオランダ勢の攻撃が、1646年から1647年にかけてのラ・ナバル・デ・マニラの戦いの際の攻撃を指しているのか否かは、はっきりしない。
1897年9月21日、午後1時14分、強烈な地震がミンダナオ島の西部を襲った。この時も聖母の出現があったとされ、目撃したとする者たちは、聖母がバシラン海峡上の中空を浮遊していくのを見たと主張した。彼女は右手を上げて、押し寄せる波に止まるよう命じ、津波から町を護ったという。この話は、繰り返し語られ、1976年8月19日深夜に起きたミンダナオ地震によりモロ湾に津波が生じた際にも、聖母が「再び海の上に現れ、人々を災害から救った」と主張された。

### アメリカ植民地時代

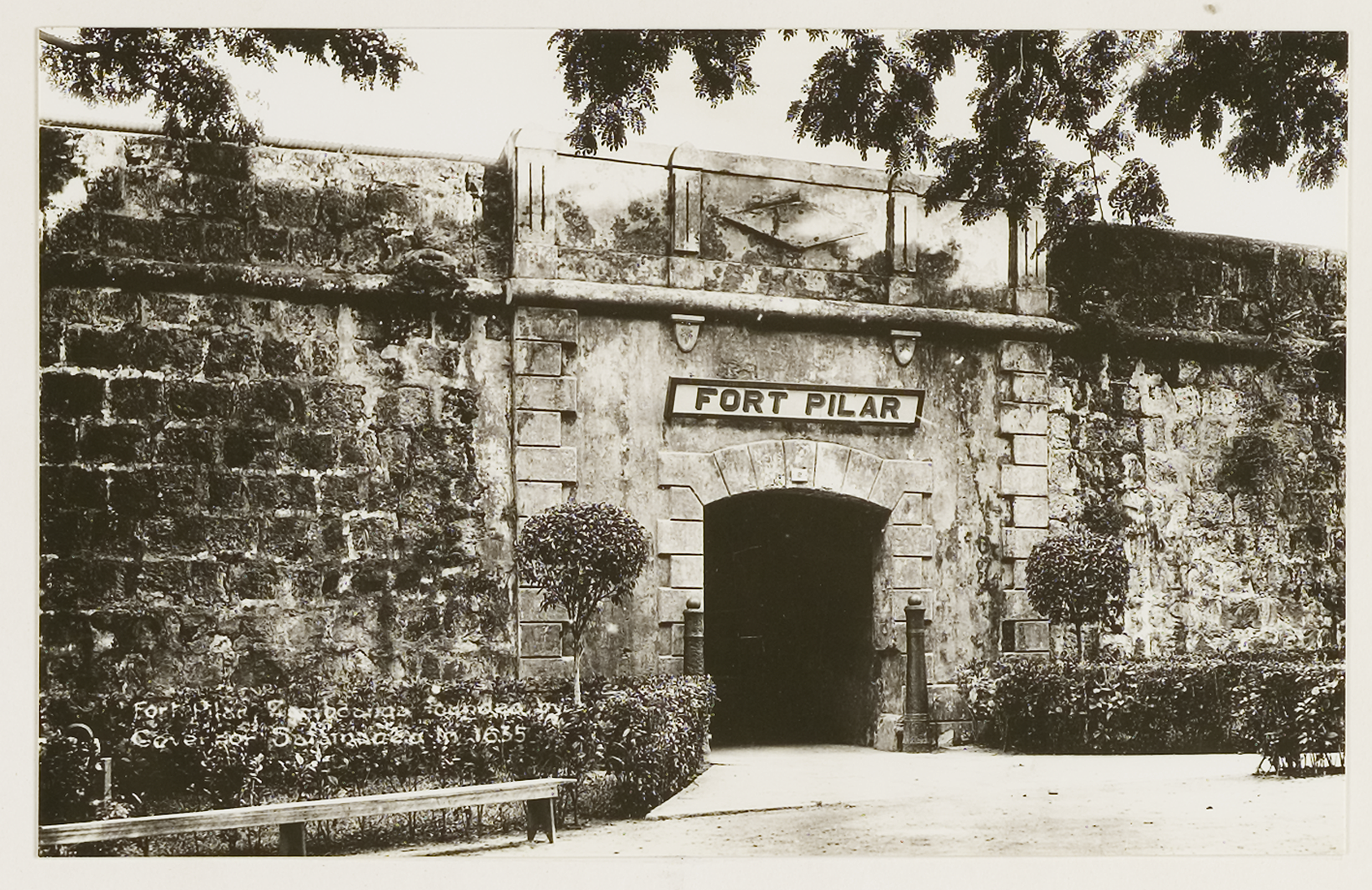
1930年以前のピラール要塞。

米西戦争の後、ピラール要塞と駐屯していたスペイン軍は、1899年5月18日にサンボアンゲーニョ人であるビンセンテ・アルバレス将軍が率いるサンボアンガ共和国革命政府に投降したが、これは折しもスペインの支配に対するフィリピン独立革命が始まった時期にことであった。1899年11月19日、この要塞は、アメリカ合衆国の遠征軍によって確保された。

### 第二次世界大戦

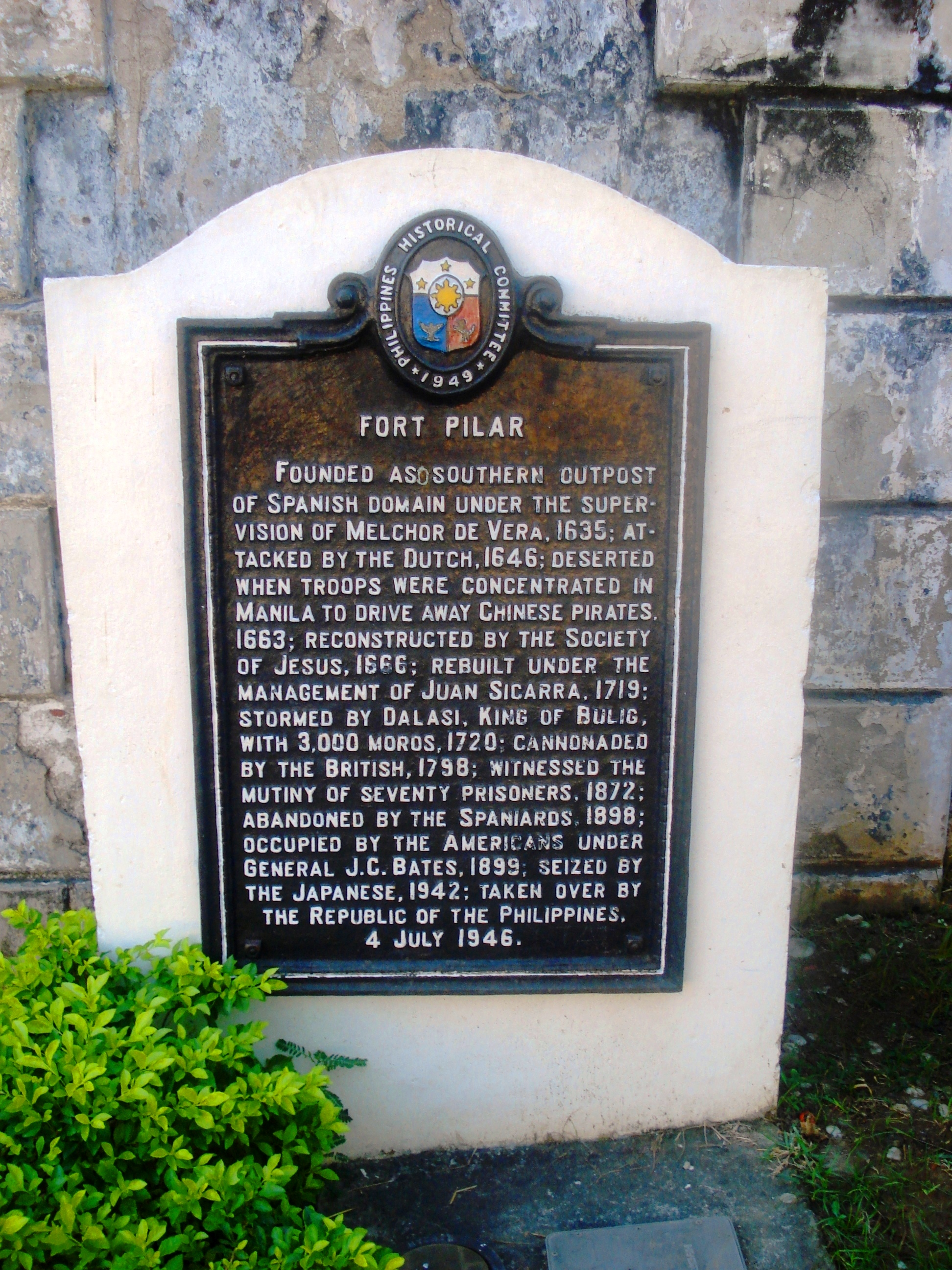
ピラール要塞の歴史を記した記念碑。

第二次世界大戦中の1942年、日本軍がこの要塞を確保し、支配下に置いた。1945年3月には、アメリカ軍とフィリピン軍によって奪還され、最終的に、公式には1946年7月4日に、フィリピン共和国政府へ返還された。

### 要塞の修復
1973年8月1日、ピラール要塞は、大統領令第260号によって国家文化財 (National Cultural Treasure) に認定されたが、この時点では第二次世界大戦後、修復されることもなく放置されている状態であった。1980年代に入ると、フィリピン国立博物館によって修復作業が始まり、要塞の内部にあった4棟の建物のうち3棟が再建された。6年に及び修復作業を経て、博物館の分館としての公開がおこなわれ、フィリピンの現代美術に関する特別展が開催された。
1987年10月、サンボアンガ半島、バシラン、スールーの海洋生物についての常設展示が、建物IIの2階部分に設けられ、巨大なジオラマを用いて、400種類以上の海洋生物を展示するようになった。併せて地上階部分に開設されたのは、18世紀の沈没船グリフィン (Griffin) の残骸の特別展示で、これらは建物の正式開館と同軌する形で始まった。
元・代議院議員で、サンボアンガ市の市長を務めるマリア・クララ・ロブレガットは、ピラール要塞博物館の熱心な支持者であり、公共への関心の強い、都市住民であって、博物館の開発計画の実現に向けて大きな貢献をしてきている。

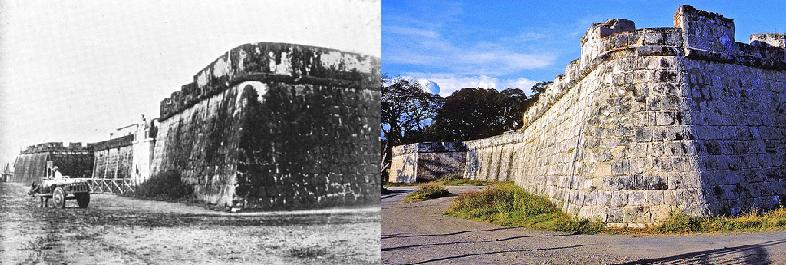
サンボアンガ要塞（後のピラール要塞）の、かつての姿（左）と現在（右）。なお、両者は同じ場所を撮影したものではないことに注意。

## 今日のピラール要塞
今日のピラール要塞は、聖母マリアを祀るローマ・カトリック教会の野外礼拝施設であり、また、フィリピン国立博物館の地方分館でもある。要塞の内部では、南側の建物だけが、遺跡としてそのまま残してあるが、要塞の内部も、外側も、手入れの行き届いた庭園とされている。埋め立てによって築かれた散策路であるパセオ・デル・マール（Paseo del Mar、「海の通り」の意）は、要塞を、海の侵食作用から護っている。

## ギャラリー

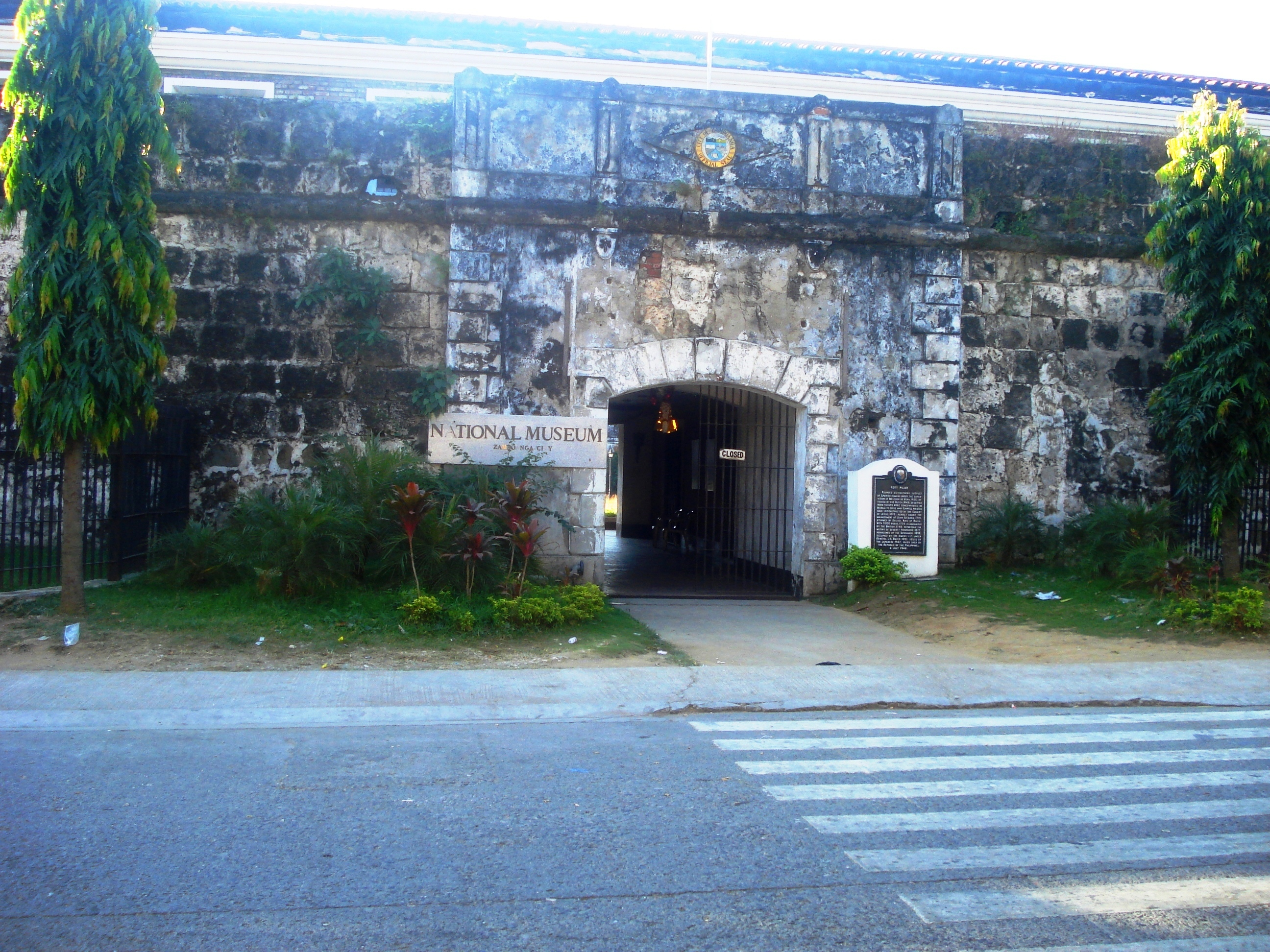
ピラール要塞の、正面入口。
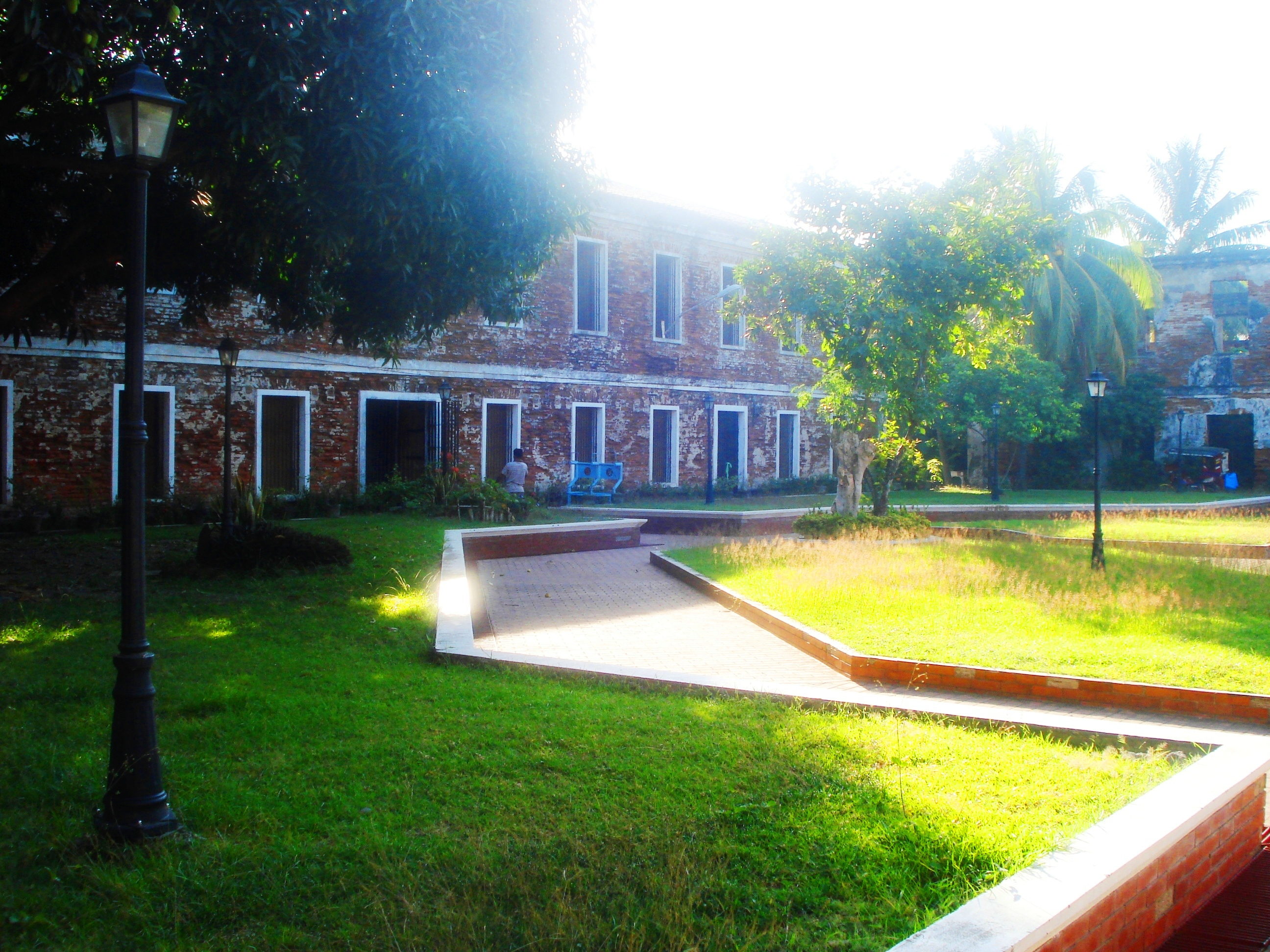
要塞内の東側の建物。
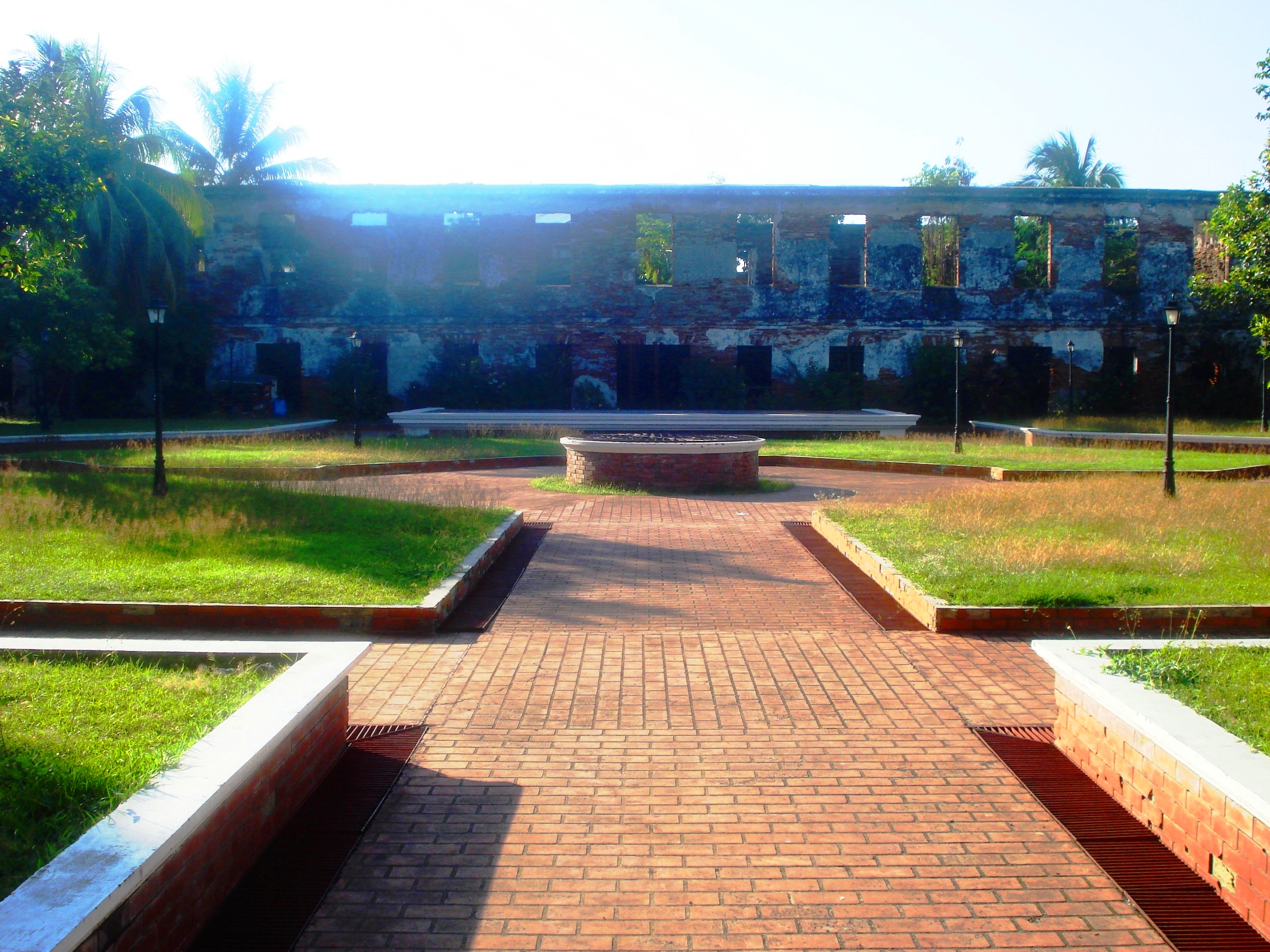
中庭と、遺跡のまま残されている一角。
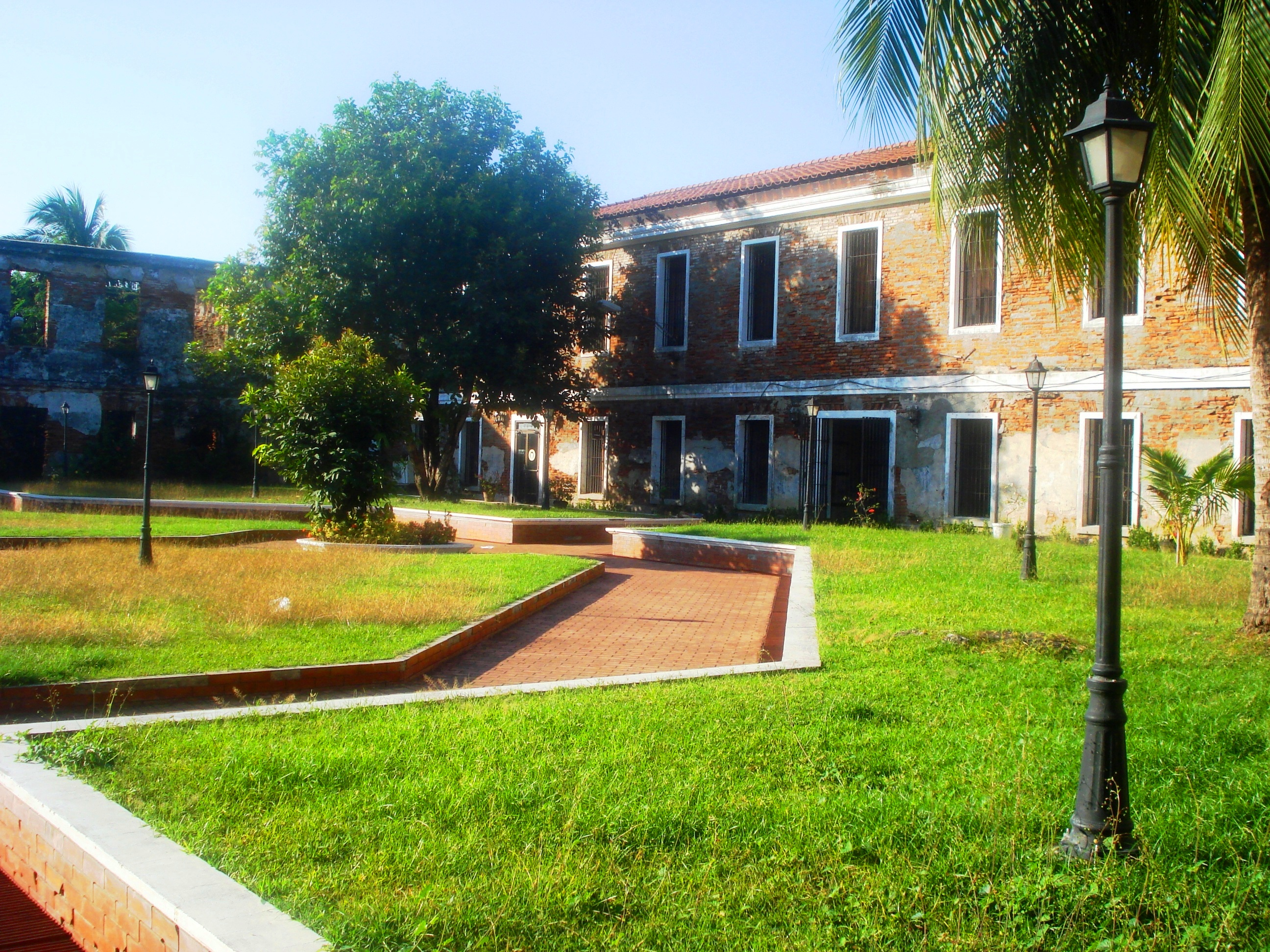
要塞内の西側の建物。
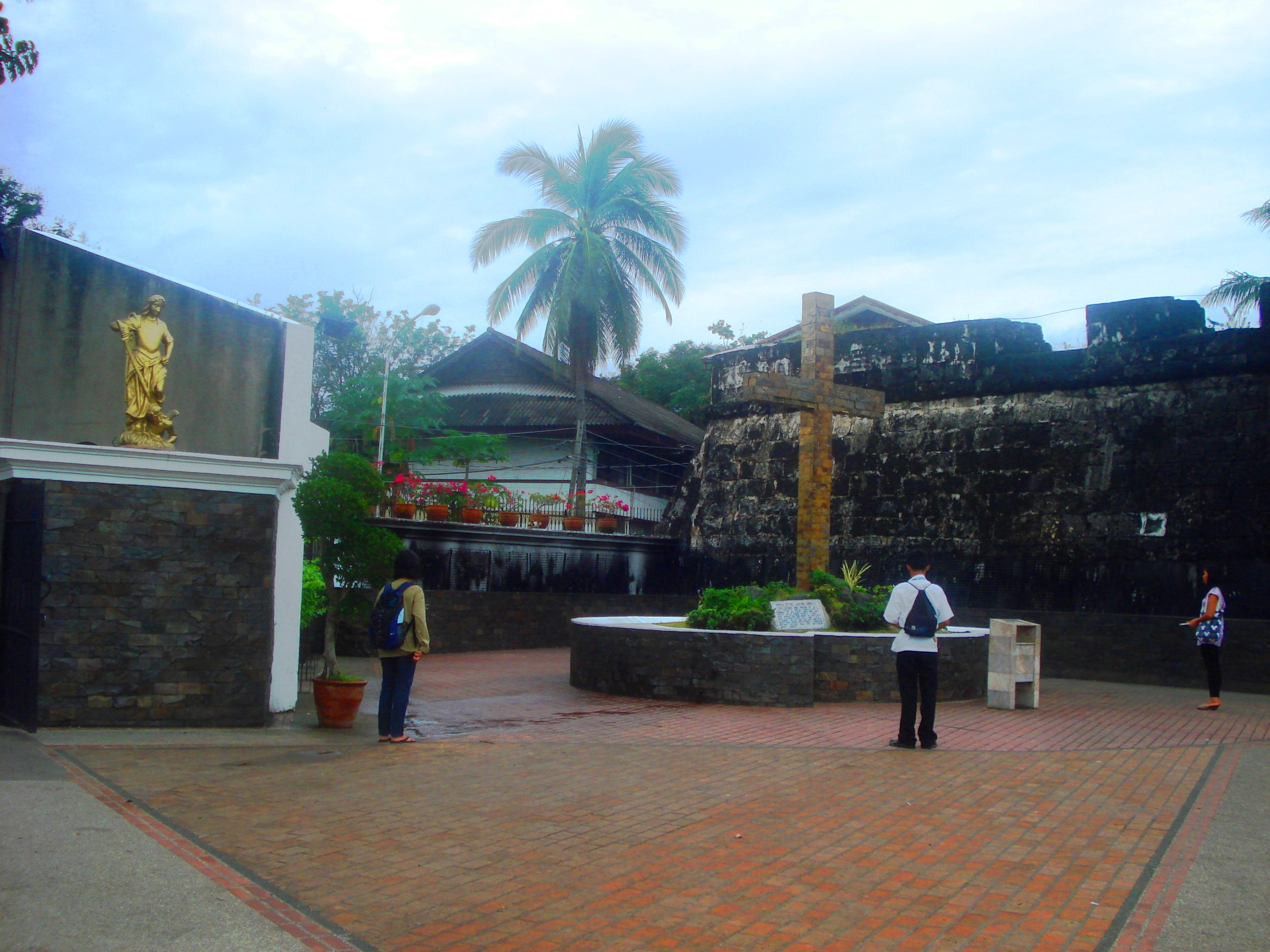
大十字 (La Cruz Mayor)。
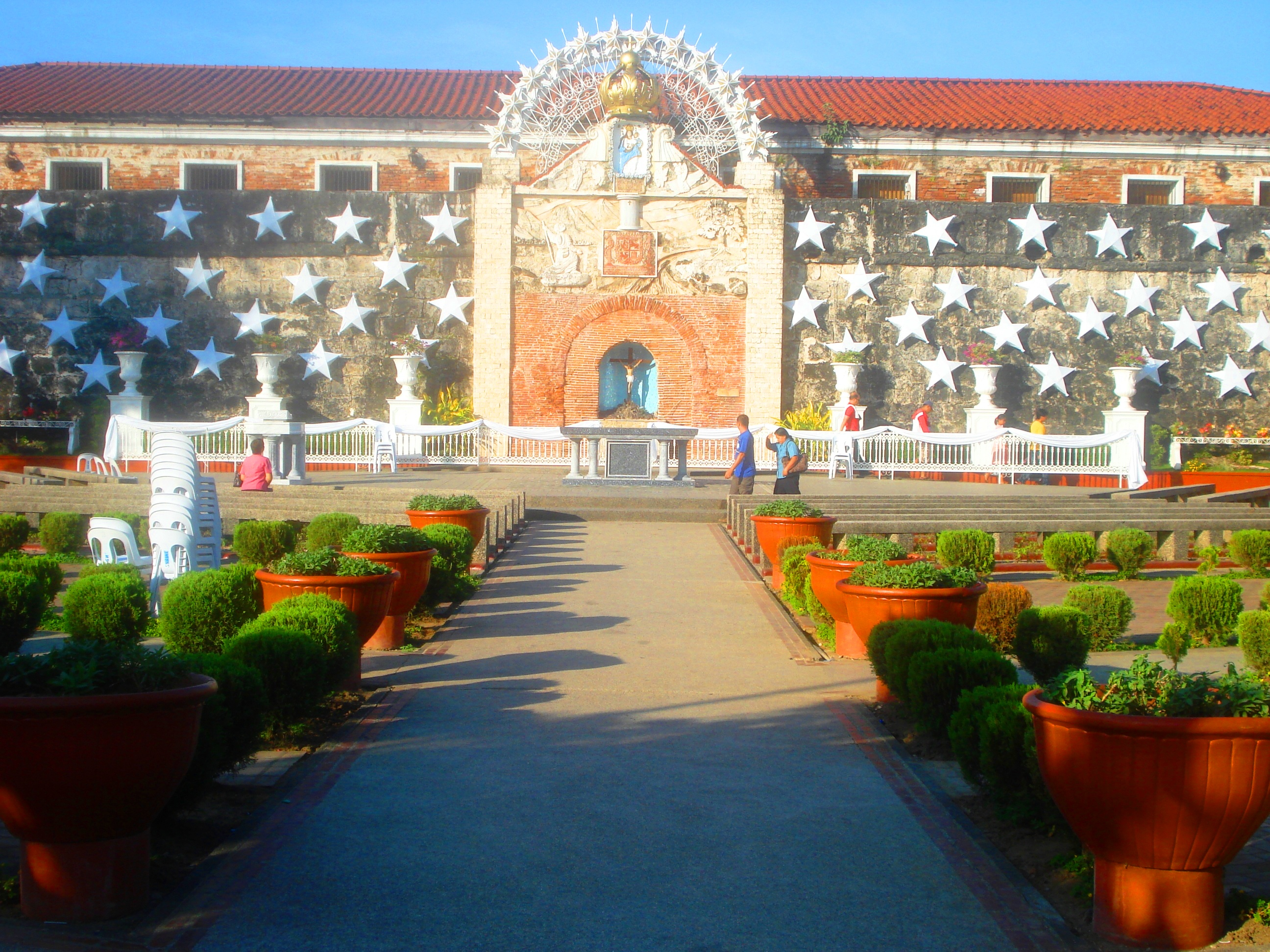
礼拝所の祭壇。
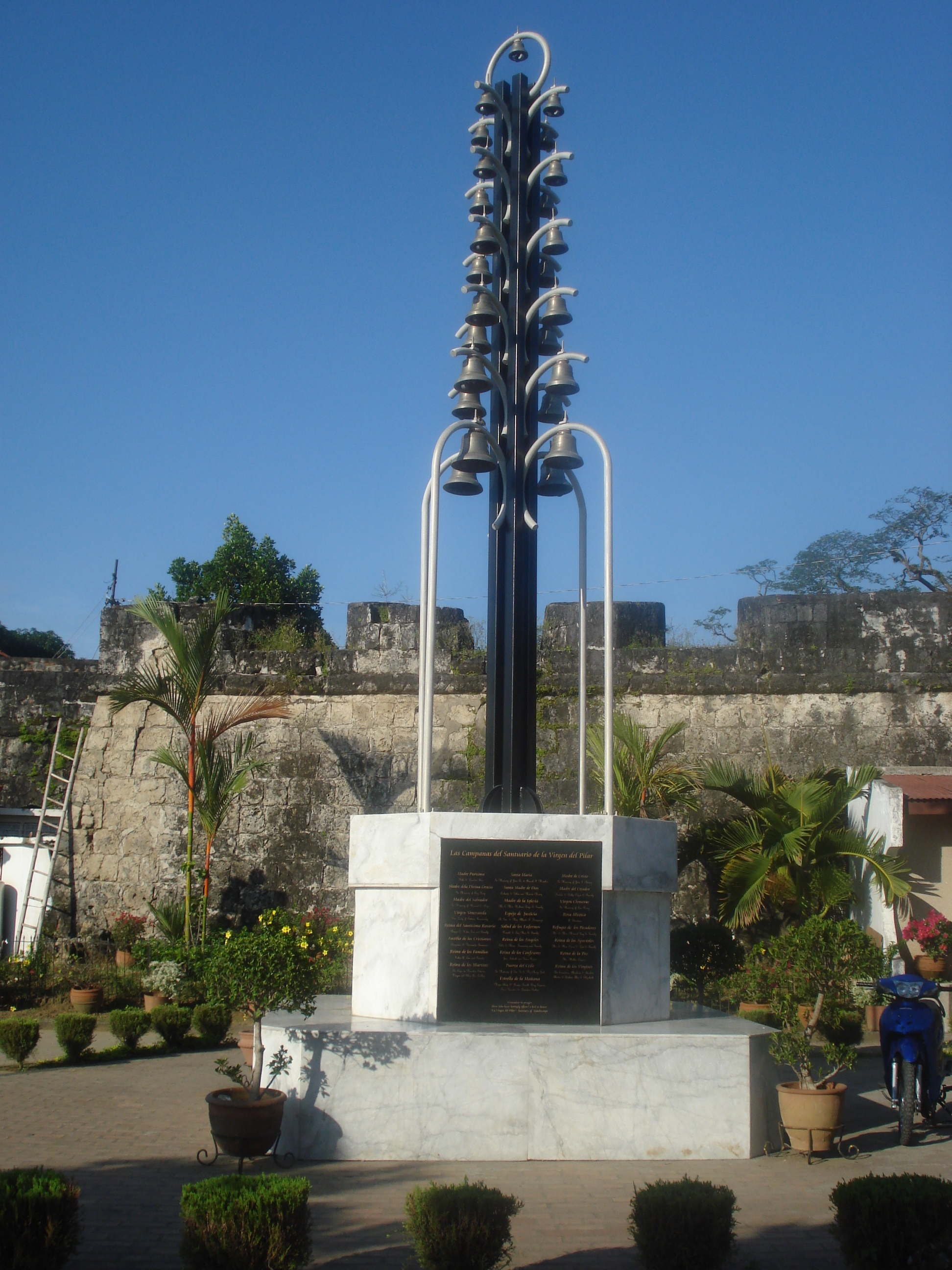
ピラールの聖母の聖所にある鐘楼。
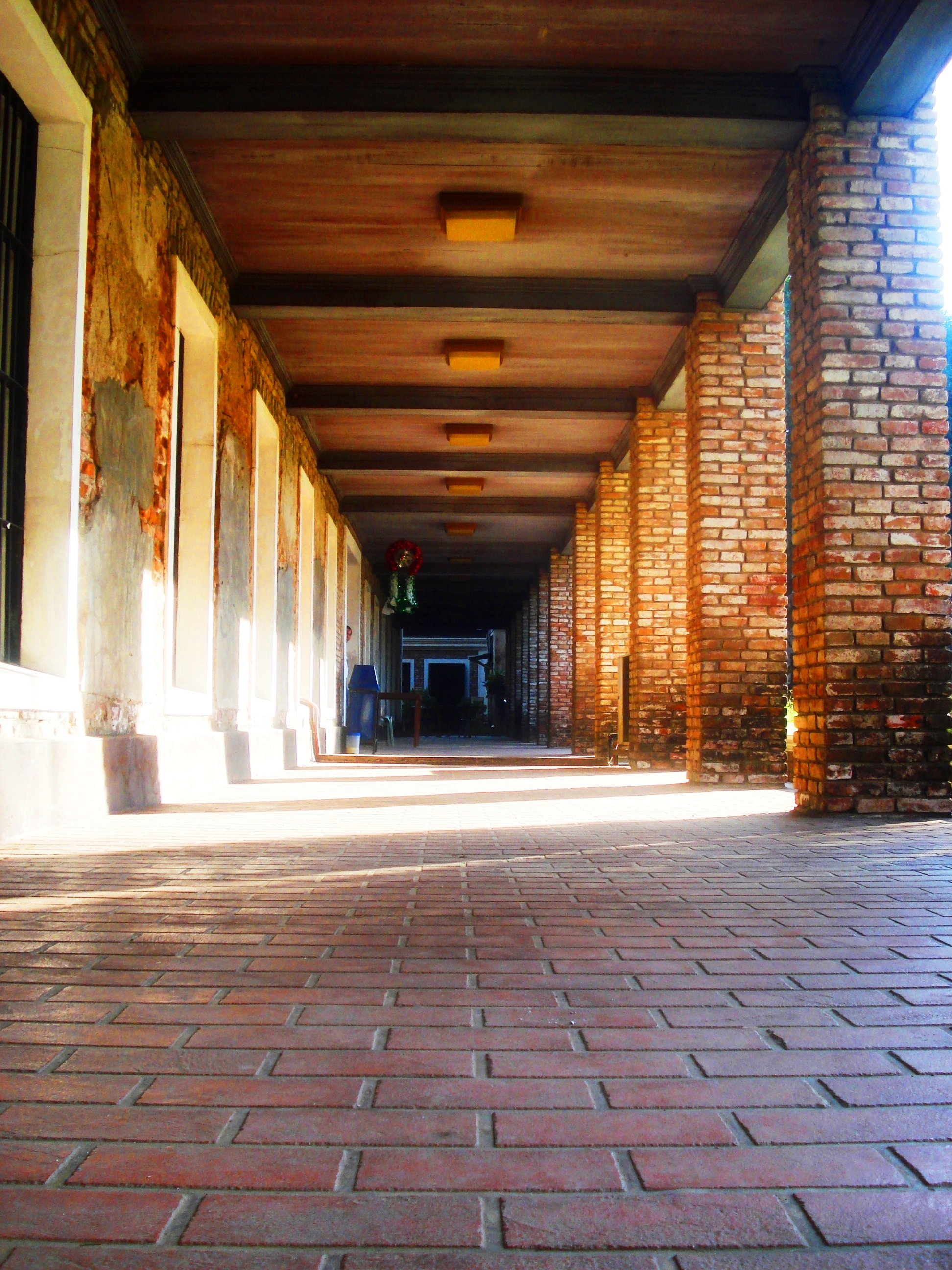
ピラール要塞の回廊。
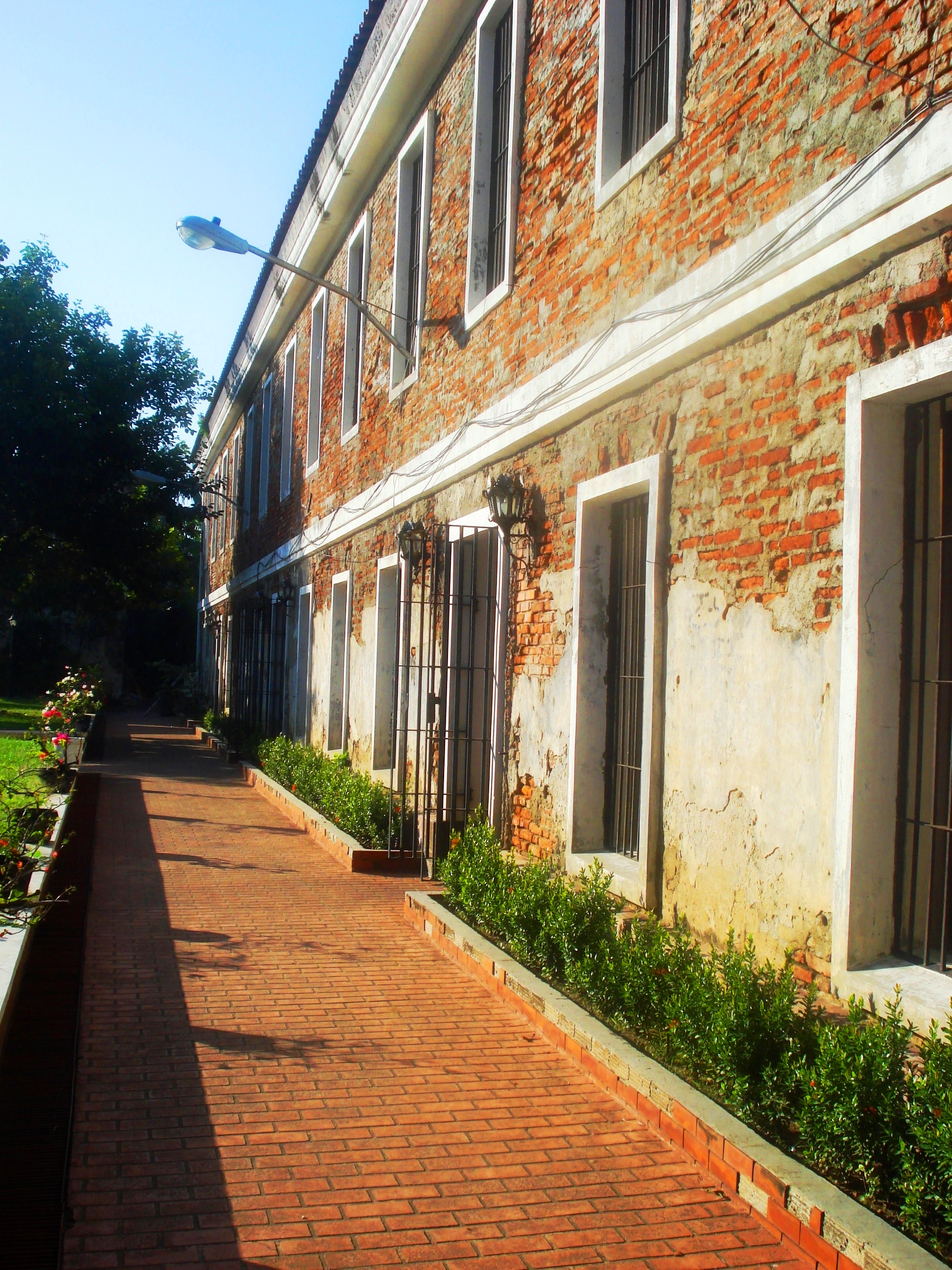
西側の建物。
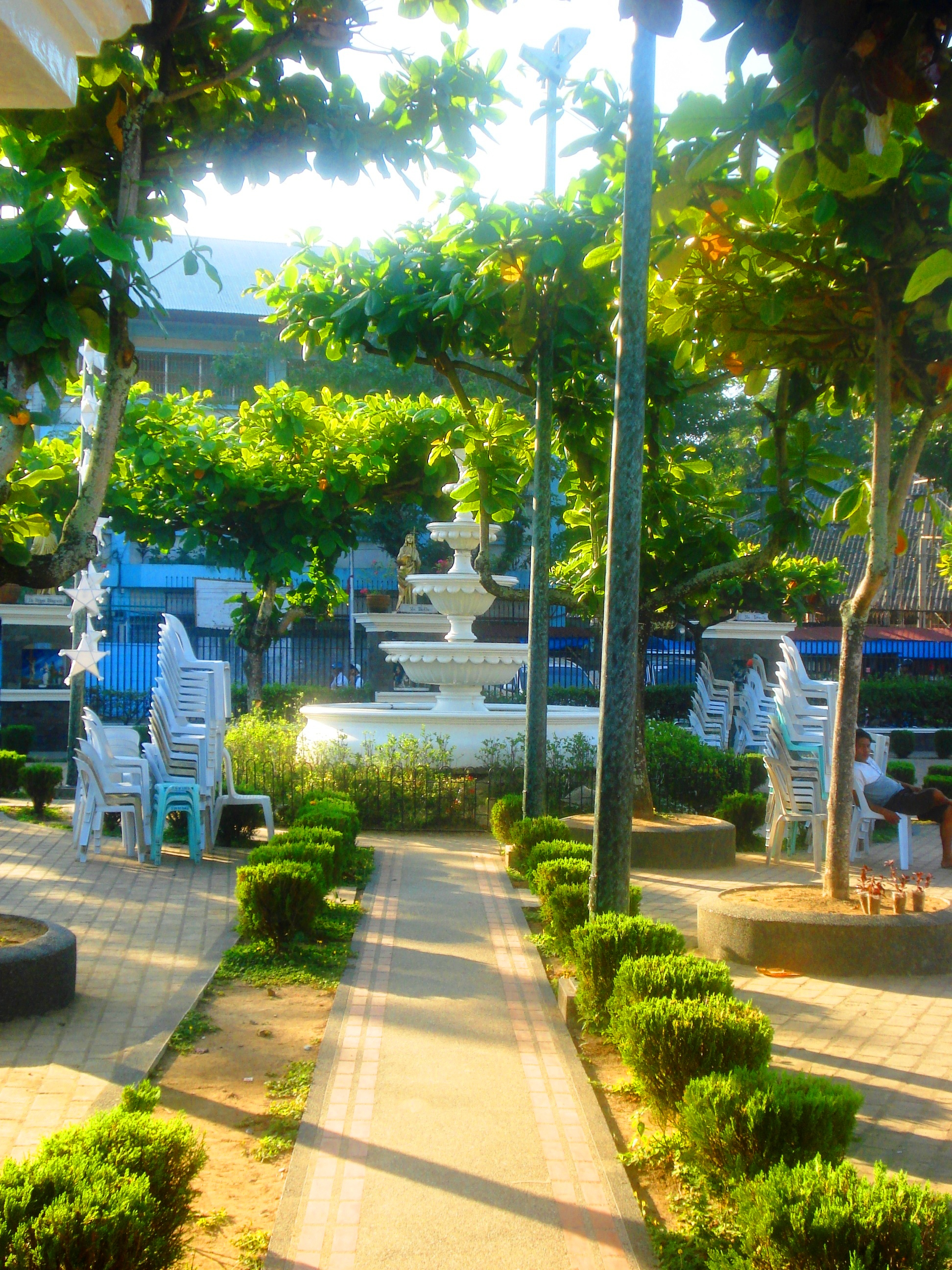
礼拝所の噴水。